# Фінал Кубка володарів кубків 1973
Фінал Кубка володарів кубків 1973 — футбольний матч для визначення володаря Кубка володарів кубків УЄФА сезону 1972/73, 13-й фінал змагання між володарями національних кубків країн Європи. 
Матч відбувся 16 травня 1973 року у Салоніках за участю володаря Кубка Англії 1971/72 «Лідс Юнайтед» та володаря Кубка Італії 1971/72 «Мілана». Гра завершилася перемогою італійців з рахунком 1-0, які здобули свій другий титул володарів Кубка володарів кубків.

## Шлях до фіналу
| Мілан               | Мілан     | Мілан       | Мілан          | 1972/73      | Лідс Юнайтед     | Лідс Юнайтед | Лідс Юнайтед | Лідс Юнайтед   |
| ------------------- | --------- | ----------- | -------------- | ------------ | ---------------- | ------------ | ------------ | -------------- |
| Суперник            | Результат | Перший матч | Повторний матч | Раунд        | Суперник         | Результат    | Перший матч  | Повторний матч |
| Ред Бойз Діфферданж | 7–1       | 4–1 (Г)     | 3–0 (Д)        | Перший раунд | Анкарагюджю      | 2–1          | 1–1 (Г)      | 1–0 (Д)        |
| Легія (Варшава)     | 3–2       | 1–1 (Г)     | 2–1 дч (Д)     | Другий раунд | Карл Цейс        | 2–0          | 0–0 (Г)      | 2–0 (Д)        |
| Спартак (Москва)    | 2–1       | 1–0 (Г)     | 1–1 (Д)        | 1/4 фіналу   | Рапід (Бухарест) | 8–1          | 5–0 (Д)      | 3–1 (Г)        |
| Спарта (Прага)      | 2–0       | 1–0 (Д)     | 1–0 (Г)        | 1/2 фіналу   | Хайдук (Спліт)   | 1–0          | 1–0 (Д)      | 0–0 (Г)        |

## Деталі
| 16 травня 1973 |

| Мілан       | 1:0 | Лідс Юнайтед |
| ----------- | --- | ------------ |
| К'яруджі 4' |     |              |

| Кафтанзогліо, Салоніки Глядачів: 40 154 Арбітр: Христос Міхас |

| Мілан | Лідс |

| В                |  | Вілліам Веккі      |     |     |
| З                |  | Анджело Анкіллетті |     |     |
| З                |  | Джузеппе Сабадіні  |     |     |
| З                |  | Мауріціо Туроне    |     |     |
| З                |  | Джуліо Дзіньйолі   |     |     |
| З                |  | Роберто Розато     |     | 59' |
| ПЗ               |  | Ріккардо Сольяно   | 90' |     |
| ПЗ               |  | Джанні Рівера (к)  |     |     |
| ПЗ               |  | Ромео Бенетті      |     |     |
| Н                |  | Альберто Біджон    |     |     |
| Н                |  | Лучано К'яруджі    |     |     |
| Запасні:         |  |                    |     |     |
| З                |  | Даріо Дольчі       |     | 59' |
| Головний тренер: |  |                    |     |     |
| Нерео Рокко      |  |                    |     |     |

| В                |  | Девід Гарві    |     |     |
| З                |  | Пол Ріні (к)   |     |     |
| З                |  | Террі Йорат    |     |     |
| З                |  | Норман Гантер  | 90' |     |
| З                |  | Тревор Черрі   |     |     |
| ПЗ               |  | Пітер Лорімер  |     |     |
| ПЗ               |  | Пол Мейділі    |     |     |
| ПЗ               |  | Мік Бейтс      |     |     |
| ПЗ               |  | Френк Грей     |     | 54' |
| Н                |  | Джо Джордан    |     |     |
| Н                |  | Мік Джонс      |     |     |
| Запасні:         |  |                |     |     |
| З                |  | Гордон Макквін |     | 54' |
| Головний тренер: |  |                |     |     |
| Дон Реві         |  |                |     |     |